# Micro quattro terzi

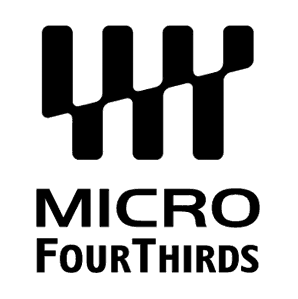

Il sistema Micro Quattro Terzi o MQT (MFT, dall'inglese "Micro Four Thirds") a volte abbreviato in M4/3, è un sistema standard per la progettazione e lo sviluppo di macchine fotografiche digitali mirrorless, videocamere ed obiettivi fotografici, caratterizzate da mirino elettronico e obiettivo intercambiabile, con sensore di dimensione 17,3 x 13 mm, un rapporto d'aspetto 4:3, e con diagonale di ~ 22 mm (fattore di crop 2x). 
Il sistema Micro Quattro Terzi è stato presentato nel 2008 in unione tra Olympus e Panasonic ed è derivato direttamente dal precedente sistema Quattro Terzi (traduzione dall'inglese "Four Thirds"). Ma tra i produttori di corpi macchina che utilizzano questa tecnologia vi sono Blackmagic Design, DJI, JVC, Kodak, Olympus, Panasonic e Xiaomi. E tra i produttori di ottiche c'è Cosina Voigtländer, DJI, Kowa, Kodak, Mitakon, Olympus, Panasonic, Samyang, Sigma, SLR Magic, Tamron, Tokina, Veydra e Xiaomi.
Il sistema MQT ha in comune solo il sensore del Quattro Terzi, cioè le dimensioni e le specifiche, ma non il tiraggio delle ottiche, che erano progettate appositamente per le macchine fotografiche DSLR. Non prevedendo lo spazio per lo specchio reflex e gli ingombri e pesi del pentaprisma, il MQT facilita la progettazione di corpi ed ottiche più piccoli. La maggior parte degli obiettivi, compresi quelli prodotti da Canon e Nikon, possono essere utilizzati su corpi macchina MFT, tramite specifici anelli adattatori. È anche possibile utilizzare obiettivi prodotti per il cinema, con attacco PL o attacco C e addirittura le lenti Leica M di alta qualità, con messa a fuoco manuale.

## Storia del sistema Micro Quattro Terzi

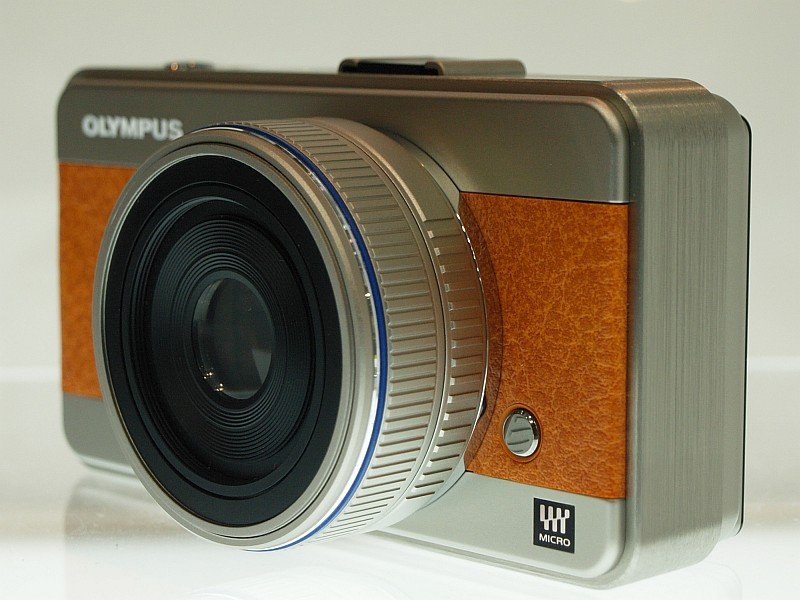
Prototipo di una fotocamera MFT della Olympus

A fine 2008 Olympus e Panasonic hanno presentato il nuovo standard Micro Quattro Terzi (Micro Four Thirds) privo di specchio reflex e di pentaprisma, con corpi macchina ancora più compatti.
Tramite adattatore è possibile utilizzare lenti nel formato QuattroTerzi su corpi Micro Quattro Terzi.
Cosina Voigtländer il 26 agosto 2010 entra a far parte del consorzio Micro Quattro Terzi presentando una nuova lente (Nocton 25mm f/0.95) con attacco micro 4/3.
Il 4 febbraio 2011 Schneider Kreuznach annuncia il suo ingresso nel micro4/3 ufficializzando la vendita di lenti con autofocus. Anche Zeiss è interessata alla costruzione di lenti per questo sistema.
Ditte come la Olympus, Panasonic e Blackmagic Design producono corpi macchina, mentre la DJI produce sistemi di ripresa specifici per droni. Tutte le altre aziende che hanno aderito al sistema Micro Quattro Terzi producono solamente lenti. A inizio 2014 Kodak rilascia le specifiche di un corpo macchina, denominato S-1, di imminente produzione, diventando quindi il terzo produttore di fotocamere nello standard Micro Quattro Terzi.
Olympus integra lo stabilizzatore nel corpo macchina.

## Confronto con altri sistemi

Tabella comparativa dei diversi formati

Rispetto alla maggior parte delle fotocamere compatte digitali e molte videocamere bridge, le fotocamere MFT hanno un sensore migliore e più largo oltre agli obiettivi intercambiabili. Forniscono poi un controllo molto maggiore sulla profondità di campo rispetto alle fotocamere compatte e ci sono molti obiettivi disponibili, ai quali si aggiungono un gran numero di obiettivi dell'era della fotografia analogica che possono essere montati con specifici anelli adattatori, fornendo cosi maggiori possibilità creative. Tuttavia, le telecamere Micro Quattro Terzi tendono anche a essere un po' più grandi, più pesanti e più costose rispetto alle fotocamere compatte.
Se messo a confronto con la maggior parte delle macchine SLR digitali, il sistema MFT (sia per il corpo che per le ottiche) è più piccolo e leggero, ma il loro sensore è più piccolo sia del full-frame che del sistema APS-C, e come tali possono produrre immagini più rumorose e più grigie, in condizioni di scarsa luminosità rispetto alle fotocamere contemporanee con sensori più grandi. A differenza delle reflex digitali, che utilizzano un mirino ottico, le telecamere Micro Quattro Terzi utilizzano un mirino elettronico. Le risoluzioni e frequenze d'aggiornamento su questi display EVF sono state inizialmente confrontate con risultati peggiori rispetto ai mirini ottici, ma i sistemi EVF di successivi migliorarono molto la velocità, la luminosità e la risoluzione rispetto ai display delle origini. Le fotocamere Micro Quattro Terzi offrono sempre una profondità di campo maggiore rispetto alle SLR quando si riprendono alla stessa lunghezza focale e diaframma, ma di contro, progettare un obiettivo ad ampia apertura per Micro Quattro Terzi è molto più complesso. Le fotocamere Micro Quattro Terzi delle origini utilizzavano poi un sistema di messa a fuoco automatica a rilevamento di contrasto, molto più lento della messa a fuoco automatica a rilevamento di fase standard sulle reflex digitali. Ancora oggi la maggior parte delle fotocamere Micro Four Third continua a utilizzare un sistema di messa a fuoco basato sul contrasto. Sebbene alcuni modelli attuali, come l'Olympus OM-D E-M1 Mark II, siano dotati di un sistema ibrido di rilevazione di fase / contrasto, le fotocamere Panasonic Lumix hanno continuato a utilizzare un sistema basato sul contrasto chiamato DFD (Depth from Defocus). Entrambi i sistemi sono stati poi perfezionati, offrendo una velocità di focalizzazione competitiva o addirittura superare molte DSLR successive.

## Le dimensioni del sensore ed il rapporto d'aspetto

Disegno che mostra le dimensioni relative dei sensori utilizzati nella maggior parte delle fotocamere digitali attuali, messe in relazione ad un sensore full frame.

Il sensore del Quattro Terzi e del Micro Quattro Terzi misura 18 mm x 13.5, con una diagonale di 22.5 mm. L'area destinata alla proiezione dell'immagine è di 17.3 mm x 13 mm, con una diagonale di 21.6 mm, con una dimensione del fotogramma paragonabile alla pellicola 110. Comunque la diagonale del chip è più corta dei 4/3 di pollice; la designazione di 4/3 di pollice per la dimensione del sensore risale agli anni '50 e ai tubi in vidicon, quando veniva misurato il diametro esterno del tubo della telecamera, non l'area attiva.
La sua area di 220 mm², è circa il 30% in meno rispetto ai sensori APS-C utilizzati da altri produttori, ed è circa 9 volte più grande dei sensori da 1/2,3", utilizzati generalmente nelle fotocamere digitali compatte.
Il sistema Quattro Terzi utilizza un rapporto d'aspetto nativo di 4:3, come alcune fotocamere digitali compatte. Così, "Quattro Terzi" si può riferire sia alla dimensione del sensore che al rapporto d'aspetto.
Lo standard di progettazione MFT prevede di usare anche più aspect ratio: 4:3, 3:2, 16:9 (che è il formato nativo per l'HD) ed 1:1 (che è un formato quadrato). Ma quasi tutte le MFT registrano in un formato nativo 4:3, e poi con un ritaglio dell'immagine ottengono la registrazione in 16:9, 3:2 e 1:1, come deciso dall'utente.

## L'innesto delle ottiche
Il progetto del sistema MFT prevede un innesto dell'ottica fotografica a baionetta con un tiraggio di 19.25mm. l'assenza degli specchi interni tipici delle reflex permette allo standard MFT di avere un corpo macchina molto più sottile.

### Il viewfinders delle fotocamere senza specchio

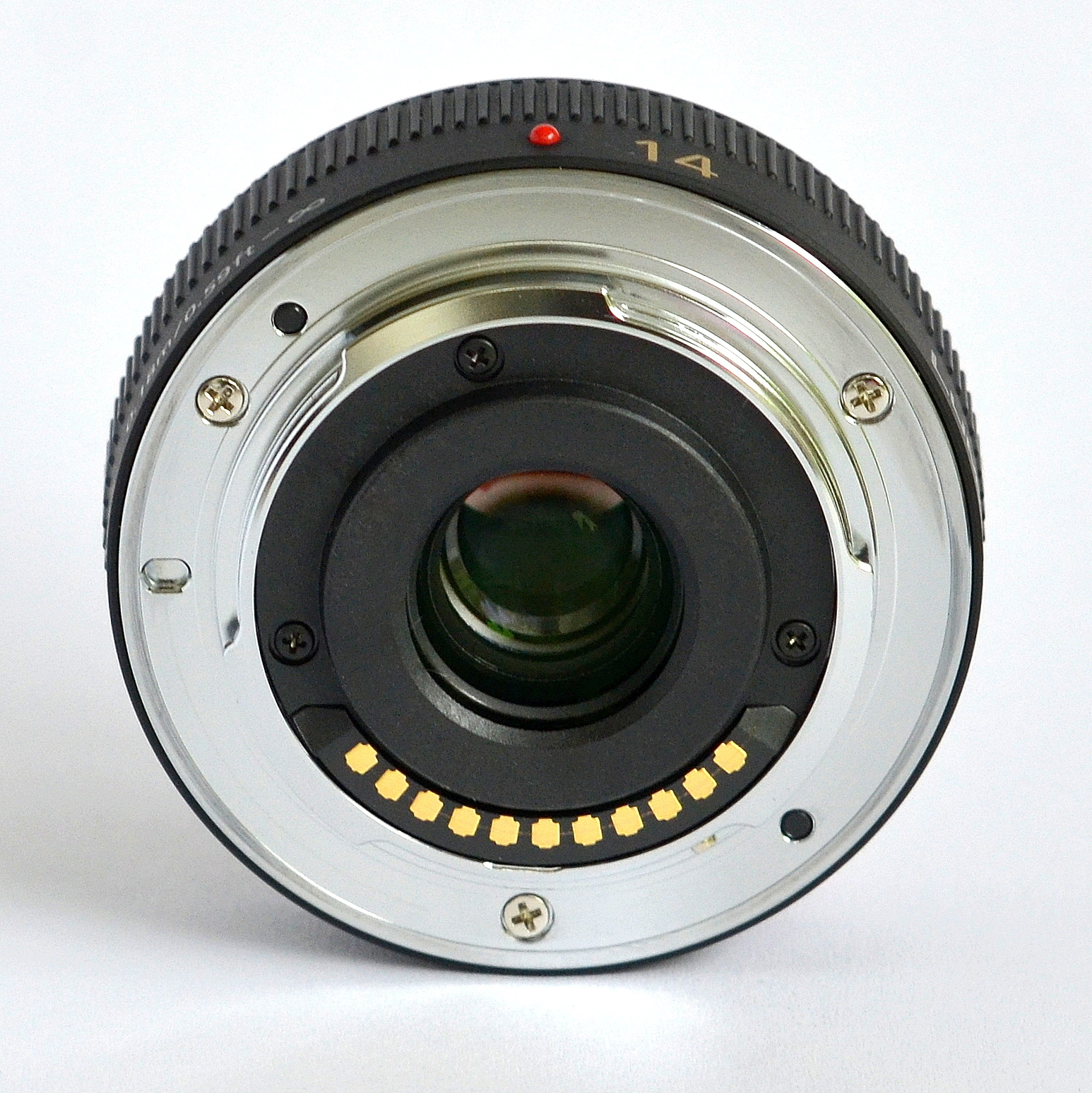
L'attacco MFT di un'ottica Panasonic Lumix G 14mm F2.5 ASPH

Su tutti i modelli MFT, la visualizzazione viene attivata su display elettronici con live view su schermi LCD. Alcuni modelli hanno in più un viewfinder elettronico (EVF), mentre altri possono offrire mirini elettronici rimovibili opzionali. Altre volte un'opzione è un mirino ottico indipendente in genere abbinato a un particolare obiettivo senza zoom.

### Compatibilità e retrocompatibilità
Il diametro della flangia è di circa 38 mm, 6 mm in meno del sistema Quattro Terzi. Per l'elettronica, l'attacco MFT utilizza 11 connettori a contatto tra la camera e l'ottica, contro i 9 contatti del sistema Quattro Terzi. La Olympus rivendica la piena retrocompatibilità per molti dei suoi obiettivi Quattro Terzi esistenti sui corpi MFT, utilizzando un adattatore appositamente costruito con interfacce sia meccaniche che elettriche.

### Adattabilità con altri innesti
L'innesto dell'ottica del sistema MFT, essendo largo e poco profondo, consente l'utilizzo di altre tipologie di obbiettivi come i Leica M, Leica R, ed Olympus OM system tramite adattatori Panasonic ed Olympus. Altri adattatori includono Leica Screw Mount, Contax G, attacco C, l'attacco Arri PL, Praktica, Canon, Nikon, Pentax ed altri. Infatti, quasi tutti gli obiettivi intercambiabili con fotocamera, film o videocamera, che hanno una distanza focale della flangia maggiore o leggermente minore di 20 mm, possono essere perlopiù utilizzati su corpi MFT tramite un adattatore. Siccome le fotocamere MFT possono utilizzare molti degli obiettivi "ereditati" da precedenti macchine fotografiche solo con la messa a fuoco ed controllo dell'apertura del diaframma manuale, la gamma di obiettivi utilizzabili è molto ampia e comprende anche quelli progettati per le fotocamere non più in produzione.
Sebbene i produttori di lenti pubblichino raramente le specifiche di innesto, l'innesto μ4/3rds è stata decodificata dagli appassionati, con i file CAD disponibili.

## Il progetto dell'autofocus
Le camere MFT utilizzano generalmente il contrast-detection autofocus (CDAF), molto comune per i sistemi di macchine compatte senza specchio. Le camere DSLR utilizzano invece perlopiù il sistema phase-detection autofocus (PDAF). L'uso di sensori PDAF separati è stato favorito nei sistemi DSLR a causa del progetto della scatola dello specchio e del pentaprisma, offrendo prestazioni migliori per soggetti in rapido movimento.

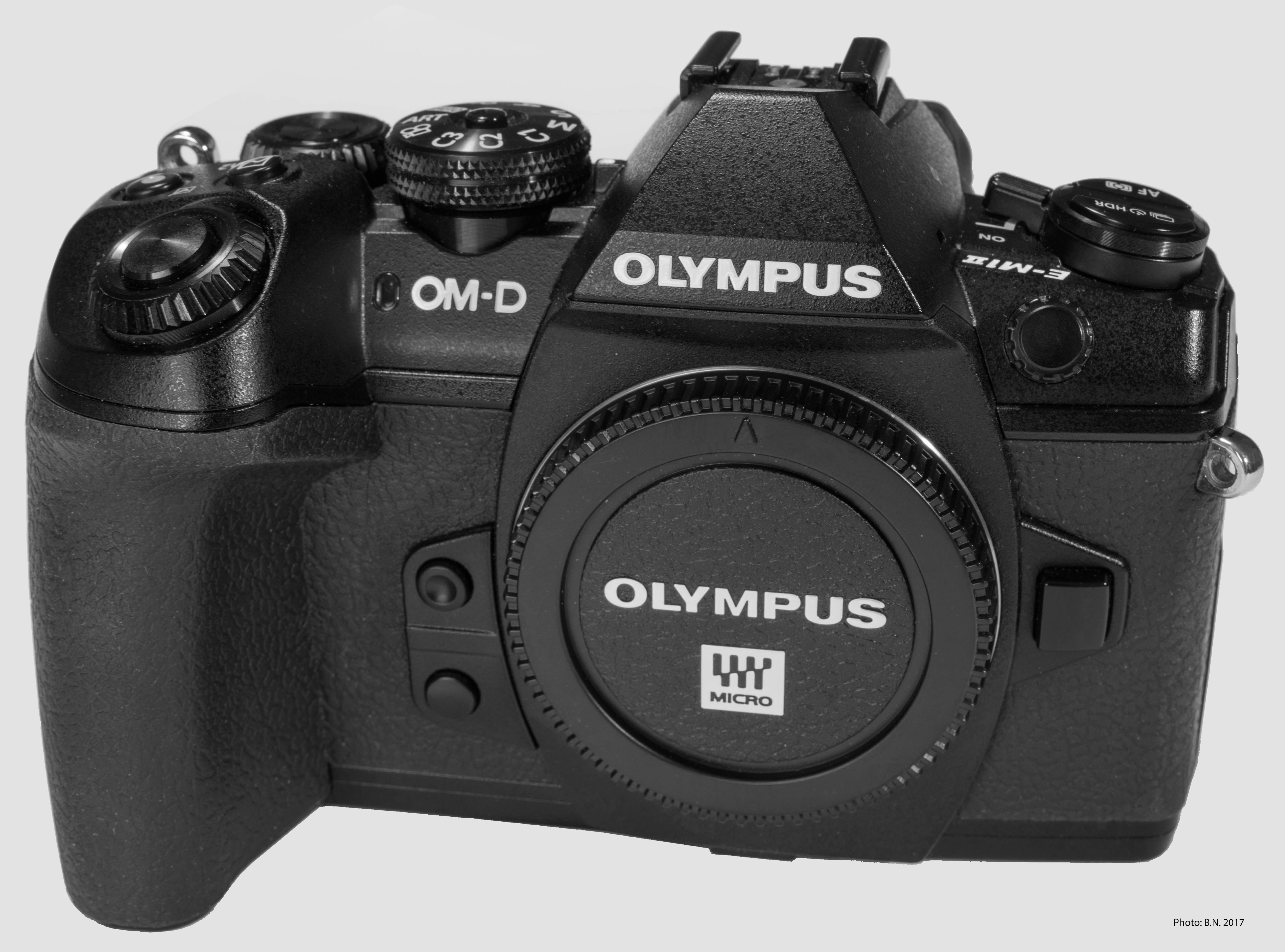
Olympus OM-D E-M1 Mark II

I sistemi Quattro Terzi standard, a differenza dei MFT, specifica una distanza di lunghezza focale della flangia di 40 mm, che consentiva l'uso di un design reflex a lente singola, con scatola a specchio e pentaprisma. Le fotocamere Quattro Terzi DSLR disegnate da Olympus e Panasonic inizialmente utilizzavano esclusivamente un sistema di messa a fuoco PDAF. Olympus poi introdusse la prima fotocamera con live view DSLR, che incorporava sia la messa a fuoco DSLR tradizionale che l'opzione del rilevamento di fuoco a contrasto. Come risultato, le ottiche Quattro Terzi più recenti erano progettate per entrambi i sistemi di messa a fuoco automatica. Molti focus degli obiettivi Quattro Terzi su Micro Quattro Terzi migliorarono e divennero più professionali quando un adattatore compatibile elettricamente venne utilizzato sulle fotocamere Micro Quattro Terzi, con una messa a fuoco molto più veloce nelle fotocamere Micro Quattro Terzi rispetto agli obiettivi Quattro Terzi della generazione precedente.
Alcune fotocamere MFT come la OM-D E-M1 e la E-M1 Mark II incorporano un hardware a rilevazione di fase nel sensore per supportare gli obiettivi ereditati da precedenti macchine fotografiche. Questi corpi macchina lavorano meglio con lenti precedenti (le prestazioni di messa a fuoco delle ottiche 150mm f/2 e 300mm f/2.8 sono accurate e veloci tanto quanto le native per Quattro Terzi)

## Il tiraggio ed il fattore di crop
Il tiraggio molto più corto reso possibile dalla rimozione dello specchio consente agli obiettivi normali e grandangolari di essere significativamente più piccoli perché non devono usare disegni fortemente retrofocali.
Il sensore Quattro Terzi utilizzato nelle fotocamere MFT è equivalente ad un fattore di crop di 2.0 quando viene comparato con una fotocamera a pellicola 35 mm (full frame). Ciò significa che il campo visivo di un obiettivo MFT è lo stesso di un obiettivo full frame con il doppio della lunghezza focale. Per esempio, un'ottica 50 mm messa su un corpo macchina MFT avrebbe un punto di vista equivalente ad un'ottica 100 mm di una macchina a pellicola full frame. Per questa ragione le ottiche MFT possono essere più piccole e leggere: per ottenere l'equivalente campo visivo della telecamera da 35 mm, la lunghezza focale della MFT è molto più breve. Guarda la tabella delle lenti qui sotto per capire meglio le differenze. In confronto ai tipici sensori DSLR come i sensori Canon APS-C il cui fattore di drop è di 1,6.

### Il concetto di equivalenza
Questa sezione offre una breve introduzione all'argomento "equivalenza" nella fotografia. Si realizzano immagini equivalenti fotografando lo stesso angolo di campo, con la stessa profondità di campo e la stessa risoluzione angolare a causa della limitazione della diffrazione (che richiede stop diversi su obiettivi con lunghezze focali diverse), la stessa sfocatura di movimento (che richiede la stessa velocità dell'otturatore, pertanto l'impostazione ISO deve differire per compensare la differenza stop. L'utilizzo del metodo dell'equivalenza è il solo per permetterci di isolare il più possibile le variabili indipendenti, al fine di confrontare efficacemente i sensori data la stessa quantità di luce che li colpisce. Ci sono diversi obiettivi più veloci del f/2.4 per Micro Quattro Terzi (vedi le tabelle con obiettivi focale fissa), e ci sono certamente molti obiettivi più veloci del f/4.8 per full frame e nessuno esita ad usarli anche se essi può avere una profondità di campo inferiore rispetto a un Nikon 1 ad f/1.7, infatti può essere visto come vantaggioso, ma bisogna tenere in considerazione che un ulteriore aspetto della risoluzione dell'immagine è la limitazione dell'aberrazione ottica, che può essere compensata tanto meglio quanto minore è la lunghezza focale di un obiettivo. Gli obiettivi progettati per sistemi di telecamere senza specchio come Nikon 1 o Micro Quattro Terzi utilizzano spesso obbiettivi telecentrici, che riducono l'ombreggiatura e quindi la perdita di luce e la sfocatura alle microlenti del sensor. Inoltre, in condizioni di scarsa luminosità utilizzando bassi numeri f, una profondità di campo troppo bassa può portare a risultati di immagine meno soddisfacenti, specialmente nel video, quando l'oggetto che viene filmato dalla fotocamera sia in movimento o si stia muovendo la fotocamera stessa. In questi casi produrre immagini equivalenti può essere interessante per capire le potenzialità del sistema.
C'è equivalenza nella lunghezza focale, se l'angolo di campo è identico.
La profondità di campo è identica, se l'angolo di campo e la larghezza di apertura assoluta sono identiche. Anche i diametri relativi dei dischi di Airy che rappresentano la limitazione per diffrazione sono identici. Pertanto, i numeri di F equivalenti sono variabili.
La tabella esemplifica immagini con parametri identici comparando alcuni dei sensori più comuni con il MFT.
| Image sensor class | Lunghezza focale equivalente a grandangolo (diagonale dell'angolo di campo ≈ 75°) | Lunghezza focale equivalente all'angolo normale (diagonale dell'angolo di campo ≈ 47°) | Lunghezza focale equivalente all'angolo del tele (diagonale dell'angolo di campo ≈ 29°) | F equivalente con identica profondità di campo e risoluzione identica a diffrazione limitata | Indice di esposizione equivalente con identico tempo di esposizione e intervallo del flash | Spostamento nello spazio dell'immagine quando ci si sposta da un infinito a un metro nello spazio oggetto con un'angolazione normale |
| ------------------ | --------------------------------------------------------------------------------- | -------------------------------------------------------------------------------------- | --------------------------------------------------------------------------------------- | -------------------------------------------------------------------------------------------- | ------------------------------------------------------------------------------------------ | --- |
| Nikon 1            | 10 mm                                                                             | 18 mm                                                                                  | 31 mm                                                                                   | 1.7                                                                                          | 100                                                                                        | 0.33 mm |
| Micro Four Thirds  | 14 mm                                                                             | 25 mm                                                                                  | 42.5 mm                                                                                 | 2.4                                                                                          | 200                                                                                        | 0.64 mm |
| APS-C              | 18 mm                                                                             | 33 mm                                                                                  | 57 mm                                                                                   | 3.2                                                                                          | 360                                                                                        | 1.1 mm |
| Full-frame         | 28 mm                                                                             | 50 mm                                                                                  | 85 mm                                                                                   | 4.8                                                                                          | 800                                                                                        | 2.6 mm |

## Fotocamere prodotte
Serie PEN:
- E-P1, E-P2, E-P3, E-P5
- E-PL1, E-PL2, E-PL3, E-PL5, E-PL7
- E-PM1, E-PM2
- PEN-F

Serie OM-D:
- E-M10, E-M5, E-M1, E-M1X Serie con mirino elettronico (EVF)

Panasonic ha sperimentato e prodotto diverse soluzioni: 
- G1, G10, G2, G3, G5, G6, G7. Serie entry level con mirino elettronico (EVF).
- GH1, GH2, GH3, GH4, GH5. Serie di alto livello, soprattutto per le potenzialità del video, con mirino elettronico (EVF).
- GF1, GF2, GF3, GX1. Serie compatta senza mirino elettronico (EVF), ha portato le misure all'estremo (più simili a compatte di fascia alta)
- GX7, Compatta con mirino elettronico, prestazioni semi-professionali.
- AG-AF101 videocamera professionale che utilizza sensore e attacco della baionetta Micro Quattro Terzi

La G6 e tutti i modelli della seconda e terza serie di Panasonic integrano uno schermo Touch.